# إعادة التكييف الاجتماعي
تعرف إعادة التكييف الاجتماعي[بحاجة لمصدر] بأنها التغيير الجذري لشخصية الفرد المجبر على الإقامة في مكان ما عن طريق التحكم بعناية في البيئة المحيطة به. ومن الأمثلة الرئيسية على عملية إعادة التكييف الاجتماعي التجنيد في الجيش ليتمكن هؤلاء الأفراد من أداء مهام الجنود (أو، بعبارة أخرى، أن يكونوا أعضاء في وحدة متماسكة)، والعملية المعاكسة لذلك التي يعود فيها من اعتادوا على هذه الأدوار إلى المجتمع بعد صرفهم من الخدمة العسكرية. وقد يلزم كذلك إجراء عملية التكييف الاجتماعي للسجناء الذين يخرجون من السجن ليتأقلموا مع الحياة المدنية («البيئة خارج السجن») مجددًا.

## مؤسسات إعادة التكييف الاجتماعي

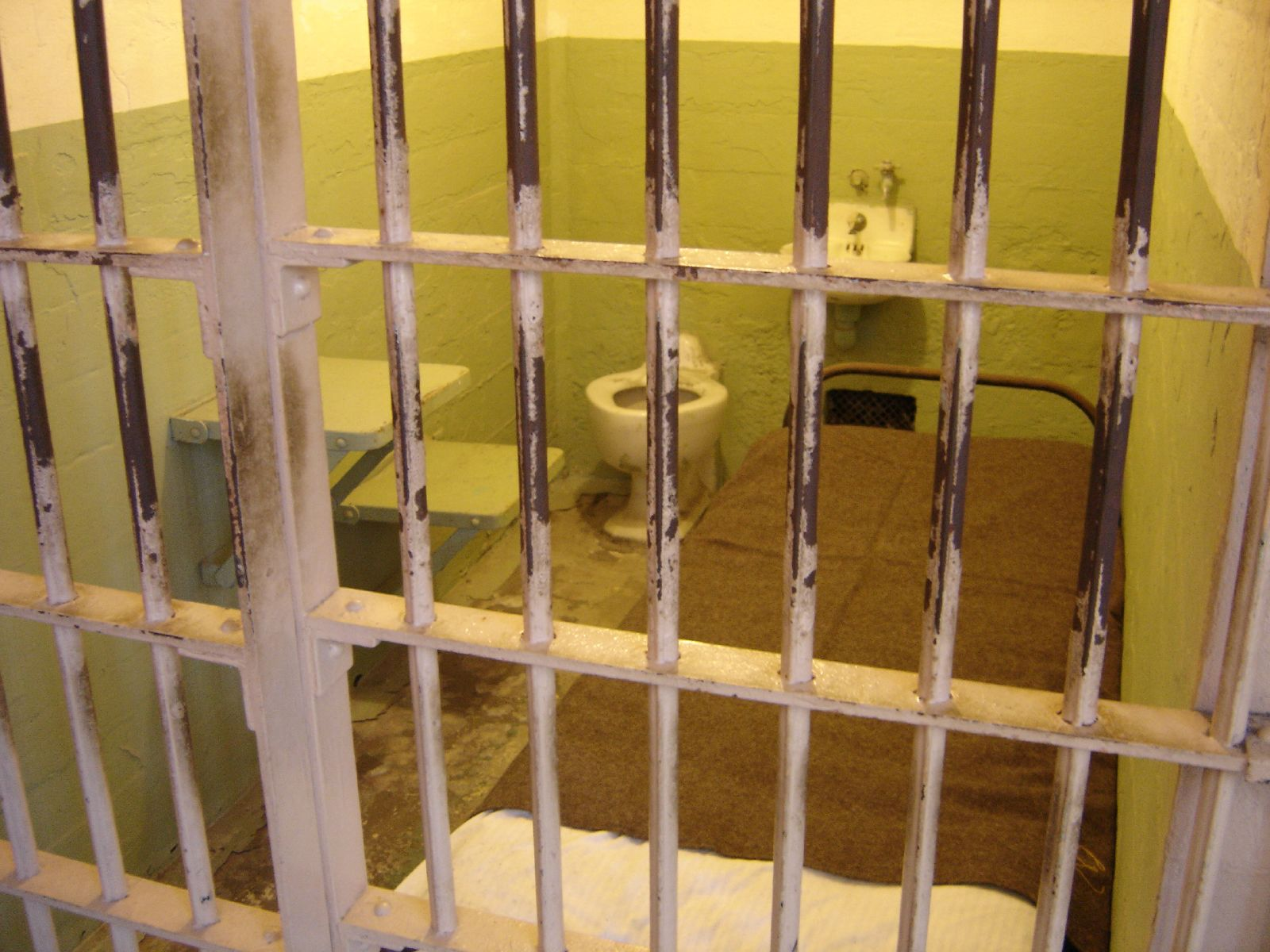
زنزانة السجن

إن هدف المؤسسات الشاملة هو إعادة التكييف الاجتماعي الذي يغير شخصيات الأفراد المقيمين في هذه المؤسسات تغييرًا جذريًا من خلال المعالجة المتعمدة للبيئة التي يوجد فيها هؤلاء الأفراد. وإعادة التكييف الاجتماعي عملية تتكون من جزأين. أولاً، يعمل فريق العمل بالمؤسسة على محو هوية أفرادها واستقلاليتهم.
تشمل الإستراتيجيات الهادفة لمحو هوية الأفراد إجبارهم على تسليم كافة ممتلكاتهم الشخصية، وحلاقة شعرهم بشكل موحد، وارتداء ملابس موحدة. أما الاستقلالية، فتُمحَى بتعريض الأفراد لإجراءات مهينة ومذلة. ومن الأمثلة على ذلك التفتيش الذاتي، وأخذ البصمات، وتعيين أرقام تسلسلية أو أسماء رمزية لتحل محل الأسماء الأصلية للأفراد.
أما الجزء الثاني من عملية إعادة التكييف الاجتماعي، فتتضمن محاولة منظمة لبناء شخصية أو طبيعة مختلفة للمرء. ويتم ذلك بوجه عام عن طريق نظام المكافأة والعقاب. على سبيل المثال، يمكن أن يكون السماح بقراءة كتاب أو مشاهدة التليفزيون أو إجراء مكالمة هاتفية محفزًا قويًا على الامتثال. والامتثال يتحقق عندما يغير الأفراد من سلوكهم لتتلاءم مع توقعات ممثل السلطة أو توقعات المجموعة الأكبر عددًا.
وتختلف استجابة كل فرد لبرامج إعادة التكييف الاجتماعي. فبينما يستجيب البعض لعملية إعادة التكييف، يمكن أن يقابلها آخرون بالعداء والقسوة. هذا فضلاً عن أنه بمرور فترة زمنية طويلة، يمكن للبيئة الخاضعة لتحكم صارم أن تدمر من قدرة المرء على اتخاذ القرارات والعيش باستقلالية. يعرف ذلك على أنه أثر الإيداع في مؤسسات الإصلاح، وهو النتيجة السلبية للمؤسسات الشاملة التي تمنع الفرد من العمل بفعالية في العالم الخارجي ثانيةً. (سبرول، 154-155)
يظهر إعادة التكييف الاجتماعي كذلك عند الأفراد الذين لم يخضعوا مطلقًا إلى «تنشئة اجتماعية» من البداية، أو لم تتطلب منهم الظروف التصرف على نحو اجتماعي لفترة زمنية طويلة. ومن الأمثلة على ذلك الأطفال المتوحشون (الذين لم يتكيفوا اجتماعيًا من قبل) أو السجناء الذين خضعوا للحبس الانفرادي.
والتنشئة الاجتماعية عملية تستمر مدى الحياة. وتتضمن التنشئة الاجتماعية للبالغين عادةً تعلم قيم ومفاهيم تختلف اختلافًا كليًا عن القيم والمفاهيم المرتبطة بالثقافة التي نشأ فيها المرء. ويمكن أن تكون هذه العملية تطوعية. فيُعَد حاليًا التطوع في الجيش مثالاً على إعادة التكييف الاجتماعي التطوعي. فالمفاهيم والقيم المرتبطة بالحياة العسكرية مختلفة عن تلك المرتبطة بالحياة المدنية. (ريم، 2000)
درس عالم الاجتماع إيرفنج جوفمان إعادة التكييف الاجتماعي في مستشفيات الأمراض العقلية. وصنّف هذه المستشفيات كمؤسسات شاملة تتحكم في كل جانب من جوانب حياة المقيمين فيها، وتقدرها لخدمة أهداف المؤسسة. على سبيل المثال، تُلزِم المؤسسة المرضى بالامتثال لقواعد معينة، حتى إذا لم يصب هذا الامتثال بالضرورة في مصلحة الفرد.